# Православие в Венесуэле

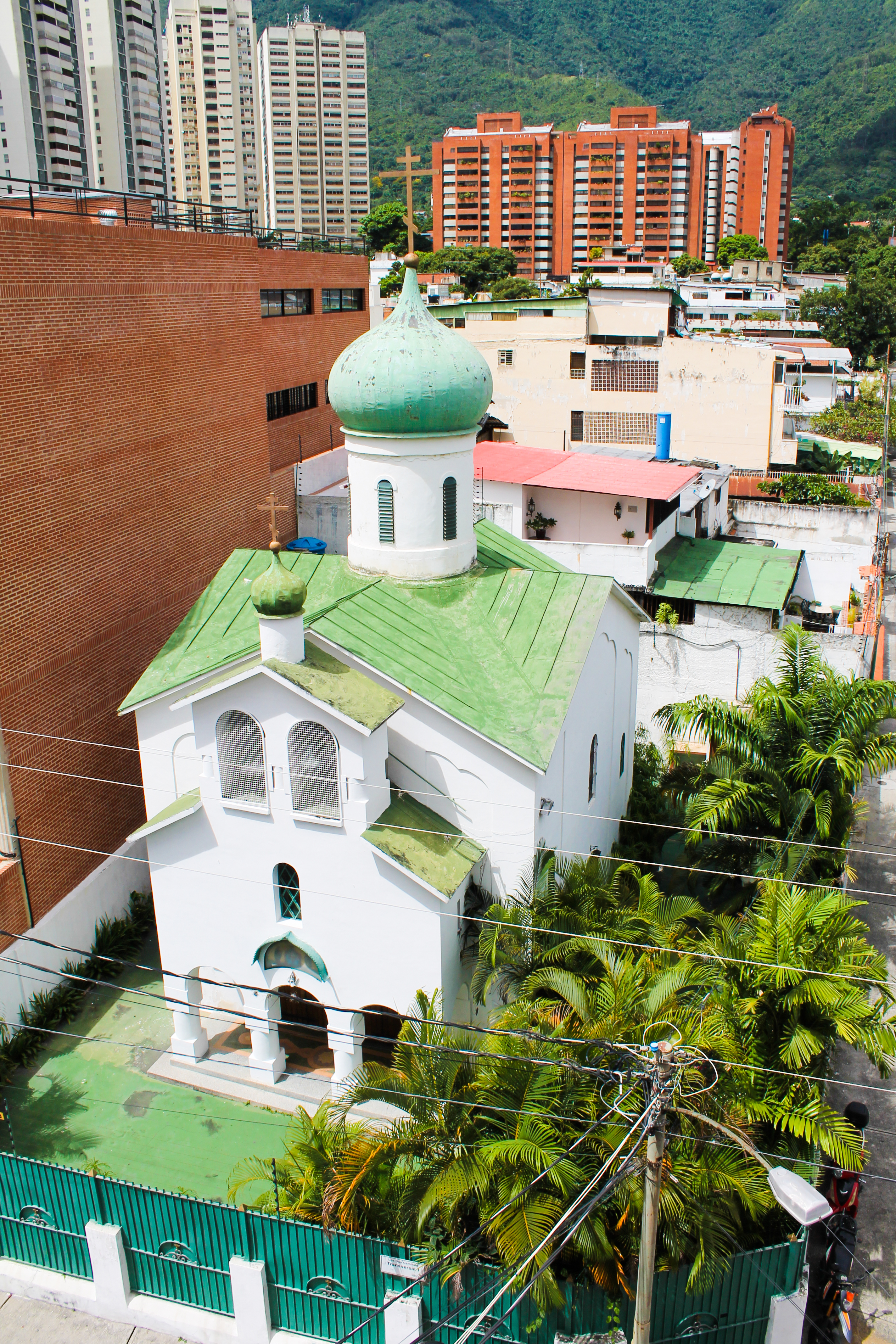
Никольский собор РПЦЗ в Каракасе

Православие в Венесуэле появилось благодаря эмигрантам из традиционно православных стран.
«Русская эмиграция появилась в Венесуэле после второй мировой войны. В 1947 году страна предложила льготные условия для специалистов из Европы, и наряду с испанцами, итальянцами, немцами, португальцами откликнулись на этот призыв и несколько тысяч эмигрантов из России. Массово уезжавшие из Европы русские эмигранты основывали в Венесуэле новые приходы».
Количество православных в стране, на начало 2000-х годов по различным оценкам, колеблется от 15 тыс. до 25 тыс. чел.
В настоящее время в Венесуэле существуют 6 приходов РПЦЗ, один приход Румынской православной церкви (Церковь Константина и Елены), 3 прихода Православной Церкви в Америке, 6 приходов Константинопольского патриархата, один приход Сербской Православной Церкви, 6 приходов Украинской православной церкви в США.